# Estela Mary Neder
Estela Mary del Rosario Neder (Santiago del Estero, Argentina, 12 de diciembre de 1957) es una licenciada en nutrición y política argentina perteneciente al Partido Justicialista. Desde 2017 es diputada nacional por la provincia de Santiago del Estero.

## Reseña biográfica
Estela Mary Neder nació en Santiago del Estero el 12 de diciembre de 1957, siendo hija de José Emilio Neder (p) y Ercila Manzur. Entre sus hermanos se encuentra José Emilio Neder y entre sus sobrinos Carlos Silva Neder, ambos también políticos. En 1980 se recibió de licenciada en nutrición en la Universidad Nacional de Córdoba. Desde 1982, ejerció como jefa de servicios en el Hospital Regional Ramón Carrillo de la ciudad de Santiago del Estero. Militante del Partido Justicialista, en 2003 fue elegida concejal de la ciudad de Loreto.
En 2005, formó parte de la Convención Constituyente que reformó la Constitución Provincial. En 2007 fue elegida nuevamente concejal de Loreto, cargo que ocupó hasta 2009. En ese año fue elegida diputada provincial y renovó su banca en 2013 por cuatro años más. En 2017 renunció para asumir como diputada nacional por Santiago del Estero, en reemplazo de José Alberto Herrera quien había dejado vacante su banca para asumir como intendente de la ciudad de Clodomira. Juró el cargo el día 22 de noviembre de ese año y pasó a integrar el bloque del Frente Cívico por Santiago, con mandato hasta diciembre de 2019.
Se postuló para renovar su cargo en las elecciones legislativas de 2019, encabezando la lista justicialista del Frente de Todos en la provincia. Renovó la banca con el 21,8% de los votos. Juró el cargo el 4 de diciembre de ese año, con mandato hasta diciembre de 2023.
En diciembre de 2020, durante el debate de la Ley de Interrupción Voluntaria del Embarazo, votó en contra de aprobar dicha norma.
Para renovar su banca, se presentó en las elecciones legislativas de 2023, ocupando el segundo lugar en la lista del Frente Cívico por Santiago. Obtuvo el escaño con el 80,9% de los votos. Juró el cargo el 4 de diciembre de ese año, con mandato hasta diciembre de 2027.